# Portonovo Ayyaswamy
Portonovo S. Ayyaswamy  é um engenheiro mecânico estadunidense. É professor da cátedra Asa Whitney de Engenharia Dinâmica da Universidade da Pensilvânia.